# 坂田期雄
坂田 期雄（さかた ときお、1929年1月8日 - 没年不詳）は日本の行政学者・ 博士 (社会福祉学)。専門は地方自治、地域福祉。都市経営総合研究所所長。東洋大学名誉教授、西九州大学客員教授。 長野県生まれ。東京府出身。

## 年譜
- 1954年 - 東京大学法学部を卒業し、自治省に入省。
- 1973年 - 群馬県庁財政課長、県民生活部長などを経て、自治省公営企業第一課長。
- 1975年 - 自治大学校部長教授。
- 1979年 - 東洋大学法学部教授、同年都市経営総合研究所所長を主宰。
- 1999年 - 東洋大学名誉教授、西九州大学大学院教授。
- 2004年 - 西九州大学客員教授。

## 人物
- 地方自治の経験があり、1984年に発足した地方自治経営学会では副会長を務める。西九州大学などで教授を務める傍ら、自治体や地方議会の研修や行政診断などの活動を行っている。

## 著書
- 民間の力で行政のコストはこんなに下がる 公と民とのサービス・コスト比較 - 時事通信社
- Q&A自治体最前線-問題解決への処方箋 - ぎょうせい

他多数。